# Калиновка (Волчихинский район)
Калиновка — упразднённый посёлок в Волчихинском районе Алтайского края. Располагался на территории Волчихинского сельсовета. Точная дата упразднения не установлена.

## География
Располагался на правом берегу реки Волчиха, в 7 км к юго-западу от села Волчиха.

## История
Основан в 1920 году. В 1928 году выселок Калиновка состоял из 18 хозяйств. В составе Волчихинского сельсовета Волчихинского района Славгородского округа Сибирского края.

## Население
В 1926 году в посёлке проживало 115 человек (60 мужчин и 55 женщин), основное население — русские.